# Charbel Georges
Charbel Georges (sinh ngày 28 tháng 9 năm 1993) là một cầu thủ bóng đá người Thụy Điển thi đấu cho IK Sirius ở vị trí tiền vệ.
Anh là cháu trai ngoại của Sharbel Touma và anh họ của Jimmy Durmaz.